# 鬼面山与一右エ門
鬼面山 与一右エ門（きめんやま よいちえもん、1768年〈明和5年〉 - 1832年8月5日〈天保3年7月10日〉）は、小野川部屋（大坂相撲），勝ノ浦部屋，境川部屋に所属した元力士。
本名は国本 与平治。身長は188cm、体重は158kgと非常に大柄だった。出身地は現在の千葉県富里市（旧・下総国印旛郡）。
最高位は東大関。初めは明石藩（1789年11月～1791年6月）、後に徳島藩蜂須賀氏（1791年11月～）の抱えであった。

## 略歴
1789年3月初土俵（二段目格番附外）。翌1790年10月東二段目10枚目にあがり、現在でいう十枚目昇進を果たす。1790年11月場所、7勝1敗1分の成績で初の優勝相当成績を挙げた。1795年11月新入幕。しかし、お抱えの事情により1796年～1799年の間、休場を余儀なくされた（その後も度々休場を余儀なくされている）。休場は多かったものの、出場すれば結構強く、順調に出世を重ねて1801年3月には新三役（東小結）に昇進。その場所では生涯唯一の全勝（6勝0敗2休2分）を挙げた。1802年2月には関脇に昇進。その後一旦は小結に陥落するも、1808年3月～1812年11月まで4年半・10場所連続して関脇を務め、1813年1月、45歳にして遂に大関昇進を果たした。しかし高齢だった事もあって大関として出場する事は叶わず（全休）、1場所で関脇に陥落。結局1813年閏11月場所限りで現役引退した。
引退後は先代の後を継いで2代勝ノ浦として部屋経営に当たった。勧進元，差添等を務め、筆頭、筆脇の次席となっていた。1832年7月10日に現役年寄のまま死去。64歳だった。
幕内通算24場所、101勝38敗47休33分5預3無の成績を残した。優勝相当成績1回（十両時代の1790年11月場所）。勝率の高さの割に優勝相当成績1回（幕内時代は無し〈但し前述の1801年3月場所に優勝同点がある〉）に終わったのは、雷電爲右エ門と玉垣額之助が壁として立ちはだかったからである。雷電には10戦全敗、玉垣にも1勝しかできなかった。
息子も岩ヶ根与市と名乗り、最高位二段目9枚目（十両相当成績）。3代勝ノ浦として部屋経営を継承した。
腹が大きくて前屈が困難なため、煙草を吸うときには、煙管に粉を詰めてから左手で火鉢の獅子脚を掴み上げて火をつけていた。ある時、雷電の弟子が灰の下に四文銭を敷いておいたが、鬼面山は全く同じようにやる。 弟子ども魂消て、今日はその火鉢いつもより重くは思わないかと訊ねる。 鬼面山は、そういわれれば少し重くも思うと、悠然として答えたという。
改名歴は6回にも及ぶ（再改名除く）：岩ヶ根　与一右エ門 → 高根山　与一右エ門 → 大岩　与一右エ門 → 鬼面山　与一右エ門 → 鬼面山　与市右エ門 → 鬼面山　与一右エ門（再） → 鬼面山　與一右エ門 → 鬼面山　与市右エ門（再） → 鬼面山　与一右エ門（再） → 鬼面山　与市右エ門（再） → 鬼面山　与一右エ門（再）

## 場所別成績
| 1789年 | 幕下 –                   | 東幕下11枚目 –              |
| 1790年 | 東幕下10枚目 2–2 1預2無  | 東幕下10枚目 7–1 1分        |
| 1791年 | x                        | 東幕下9枚目 4–2 1預         |
| 1792年 | x                        | 東幕下筆頭 2–1              |
| 1793年 | 東幕下筆頭 5–2 1分1預    | 東幕下3枚目 3–5 1分1無      |
| 1794年 | 東幕下5枚目 2–2–4 1預    | 東幕下筆頭 1–3 1分          |
| 1795年 | 東幕下筆頭 0–3 2分       | 東前頭3枚目 1–1–2 4分1預1無 |
| 1796年 | 東前頭6枚目 2–0–2 5分1預 | 番付非掲載 不出場           |
| 1797年 | 東前頭6枚目 2–5–2 1分    | 番付非掲載 不出場           |
| 1798年 | 番付非掲載 不出場        | 番付非掲載 不出場           |
| 1799年 | 番付非掲載 不出場        | 東前頭6枚目 3–2–3 1分1預    |
| 1800年 | 東前頭筆頭 1–1–1 2分     | 番付非掲載 不出場           |
| 1801年 | 東小結 6–0–2 2分         | 番付非掲載 不出場           |
| 1802年 | 西関脇 3–0–6 1分         | 西前頭3枚目 5–1–1 3分       |
| 1803年 | 東関脇 5–1 1預           | 東前頭筆頭 6–1–1 2分        |
| 1804年 | 番付非掲載 不出場        | 東前頭筆頭 4–3–1 2分        |
| 1805年 | 番付非掲載 不出場        | 番付非掲載 不出場           |
| 1806年 | 番付非掲載 不出場        | 番付非掲載 不出場           |
| 1807年 | 番付非掲載 不出場        | 東小結 5–2–1 1分1無         |
| 1808年 | 東関脇 6–1–1 2分         | 東関脇 7–3                  |
| 1809年 | 東関脇 6–2–1 1無         | 東関脇 5–1–1 2分1預         |
| 1810年 | 東関脇 6–2–1 1分         | 東関脇 6–2–1 1分            |
| 1811年 | 東関脇 7–2–1             | 東関脇 4–2–4                |
| 1812年 | 東関脇 2–2–1             | 東関脇 4–2–3 1分            |
| 1813年 | 東大関 0–0–10            | 東関脇 引退 5–2–1 2分       |
| 各欄の数字は、「勝ち-負け-休場」を示す。 優勝 引退 休場 十両 幕下 三賞：敢=敢闘賞、殊=殊勲賞、技=技能賞 その他：★=金星 番付階級：幕内 - 十両 - 幕下 - 三段目 - 序二段 - 序ノ口 幕内序列：横綱 - 大関 - 関脇 - 小結 - 前頭（「#数字」は各位内の序列） |                          |                             |

- この成績表でテンプレートの仕様上「幕下」となっている部分は、番付表の上から二段目であるため、「二段目」と呼ぶ方が正確である。当時は段ごとに力士の地位を待遇差で区別する発想がまだ確立しておらず、二段目以下でも番付表で「前頭」（「同」表記でない）と書かれている部分までは「幕内格」と見るべきだという説がある。
- 二段目11枚目以下の地位は小島貞二コレクションの番付実物画像による。